# Loris Arnaud
Loris Arnaud (n. 16 de abril de 1987 en Saint Germain en Laye, Francia) es un futbolista francés, que juega como delantero. Actualmente juega para el Persela Lamongan.

## Primeros años
Nacido en París, Francia, de padres originarios de Martinica, Arnaud creció en Chatou, al oeste de París. Comenzó jugando fútbol a los 5 años luego que su padre lo llevara al club local AS Chatou. A la edad de 12 años, fue visto por los caza talentos del Paris Saint-Germain, uniéndose al equipo luego de ser persuadido en la academia del club.

## Trayectoria
Habiéndose unido a la academia del club a los 12 años, Arnaud pasó 7 años en la misma. En la temporada 2007-08, fue llevado al primer equipo por el entrenador Paul Le Guen. Debutó en el primer equipo el 12 de agosto de 2007, entrando en reemplazo de Pierre-Alain Frau, en el empate 0-0 contra el Lens. Una semana después de su debut firmó su primer contrato profesional. Luego de 6 partidos marcó su primer gol en la victoria por 2 a 1 sobre el Estrasburgo el 3 de noviembre de 2007. Habiendo jugado 17 partidos en todas las competencias, Arnaud firmó un nuevo contrato por 2 años, quien lo mantenía hasta el 2010.
Poco después se lesionó del tobillo derecho, lo cual lo tuvo fuera de las canchas por meses Luego, en la ronda de 16 de la Copa de Francia de la Temporada 2007-2008, anotó los 2 goles en la victoria sobre el Bastia. 
Durante la siguiente temporada, en un partido de la Copa UEFA contra el equipo alemán Schalke 04, Arnaud sufrió una lesión, rompiéndose los ligamentos cruzados. Luego de la operación Aranud estuvo fuera de las canchas por 6 meses. Hacia el final de la temporada, Arnaud hizo su primera aparición desde la lesión, jugando en la reserva. Al final de la temporada 2008-09, Arnaud firmó un nuevo contrato de dos años, hasta el año 2012.
La siguiente temporada, con el nuevo técnico Antoine Kombouaré, quien reemplazó a Le Guen, Arnaud vio limitada su participación en el primer equipo, teniendo que dejar el club. Durante la primera mitad de temporada pasó la mayor parte de la temporada en la banca sin jugar. A finales de octubre cayó enfermo con el virus de la influenza H1N1, igual que sus compañeros Ludovic Giuly, Jérémy Clément y Mamadou Sakho, de lo cual finalmente se recuperó. En esa temporada solo aparecería en 2 partidos de la Copa de la Liga. 
Hacía la segunda mitad de la temporada 2011-12, Arnaud fue vinculado al Niza de la Ligue 1, pero nunca se dio la transferencia. Arnaud también fue excluido del equipo, pasando tiempo en la banca, o enviado de vuelta al equipo de reserva. En diciembre Arnaud fue esta vez vinculado al Middlesbrough, en la que le ofrecieron una prueba. Tres días después de su prueba en el Middlesbrough, Arnaud tuvo una prueba en su equipo y terminó regresando. Poco después de dicha prueba, le dijeron a Arnaud que podía dejar el equipo en una transferencia libre. Al final de la temporada, Arnaud dejó el equipo como agente libre luego que culminara su contrato. Luego de ser liberado estuvo cerca de unirse al club portugués Marítimo, pero su movida se cayó debido a problemas financieros del club
A inicios de noviembre fue voceado que iría al Estrasburgo, pero la movida fue rechazada por el PSG, pero a mediados de enero Arnaud se pudo unir a las filas del Clermont en calidad de préstamo por el resto de la temporada. Debutó en el Clermont en la derrota de 0 a 3 frente al Sedan el 29 de enero de 2010. Una semana más tarde marcó su primer gol en la victoria por 3 a 1 sobre el Châteauroux. Luego, el 19 de febrero de 2010, marcó un segundo gol en el empate 1-1 frente al Estrasburgo. Arnaud dijo que su préstamo al club como "positivo".
Para la siguiente temporada, Arnaud fue relacionado fuertemente con un movimiento al Guingamp o al Brest. Arnaud pasó finalmente al Angers por el resto de la temporada 2010-11.
El 28 de febrero de 2013, luego de 2 semanas de prueba Loris pasó a jugar al Chernomorets Burgas de la Liga Búlgara. Debutó en el equipo el 10 de marzo de 2013 en un partido contra el CSKA Sofia y pronto, el 10 de abril de 2013, anotó su primer gol contra el Minyor Pernik. Finalmente, en mayo de 2013 fue liberado del equipo.

## Clubs
| Club                    | País      | Año           |
| ----------------------- | --------- | ------------- |
| Paris Saint-Germain     | Francia   | 2007 - 2009   |
| Clermont                | Francia   | 2010          |
| Angers SCO              | Francia   | 2010 -2011    |
| Paris Saint-Germain     | Francia   | 2011 - 2012   |
| PFC Chernomorets Burgas | Bulgaria  | 2013          |
| US Orléans              | Francia   | 2013-2015     |
| Hà Nội T&T              | Vietnam   | 2016-2017     |
| Persela Lamongan        | Indonesia | 2018-presente |